# Walter M. Chandler

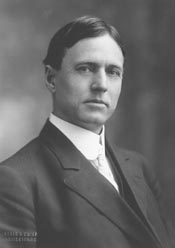
Walter M. Chandler, vor 1923

Walter Marion Chandler (* 8. Dezember 1867 bei Yazoo City, Mississippi; † 16. März 1935 in New York City) war ein US-amerikanischer Politiker. Zwischen 1913 und 1919 sowie zwischen 1921 und 1923 vertrat er den Bundesstaat New York im US-Repräsentantenhaus.

## Werdegang
Walter M. Chandler wurde ungefähr zwei Jahre nach dem Ende des Bürgerkrieges im Yazoo County geboren. Er besuchte öffentliche Schulen, die University of Virginia in Charlottesville und die University of Mississippi in Oxford. Er unterrichtete an einer Schule. 1897 graduierte er an der University of Michigan in Ann Arbor. Er studierte Geschichte und Rechtswissenschaft an der Humboldt-Universität zu Berlin und der Ruprecht-Karls-Universität Heidelberg. Seine Zulassung als Anwalt erhielt er 1897 und begann dann in Dallas (Texas) zu praktizieren. Im Jahr 1900 zog er nach New York City, wo er seine Tätigkeit als Anwalt fortsetzte. Daneben widmete er sich dem Schreiben und hielt Vorträge.
Politisch gehörte er der Progressive Party an. Bei den Kongresswahlen des Jahres 1912 für den 63. Kongress wurde Chandler im 19. Wahlbezirk von New York in das US-Repräsentantenhaus in Washington, D.C. gewählt, wo er am 4. März 1913 die Nachfolge von John Emory Andrus antrat. Er wurde zweimal in Folge wiedergewählt. Während dieser Zeit löste sich die Progressive Party auf. 1917 trat er der Republikanischen Partei bei. Bei seiner Wiederwahlkandidatur im Jahr 1918 erlitt er eine Niederlage gegenüber dem Demokraten Joseph Rowan und schied nach dem 3. März 1919 aus dem Kongress aus. Bei den Kongresswahlen des Jahres 1920 für den 67. Kongress wurde er im 19. Wahlbezirk von New York in das US-Repräsentantenhaus wiedergewählt, wo er am 4. März 1921 seinen Dienst antrat. Im Jahr 1922 erlitt er bei seiner Wiederwahlkandidatur eine Niederlage und schied nach dem 3. März 1923 aus dem Kongress aus. Als sein Nachfolger Samuel Marx verstarb, wurde der Demokrat Sol Bloom in einer Nachwahl in den 68. Kongress gewählt, welche Chandler erfolglos anfocht. Im Jahr 1924 kandidierte Chandler noch einmal erfolglos für einen Sitz im US-Repräsentantenhaus.
Während des Ersten Weltkrieges war er Fakultätsmitglied und Lehrbeauftragter an der American Expeditionary Force University in Beaune (Frankreich). Nach seiner Kongresszeit nahm er wieder seine Tätigkeit als Anwalt in New York City auf, wo er am 16. März 1935 starb. Er wurde auf dem West Evergreen Cemetery in Jacksonville (Florida) beigesetzt.